# (36315) 2000 LP9
2000 LP9 (asteroide 36315) é um asteroide da cintura principal. Possui uma excentricidade de 0.05673290 e uma inclinação de 1.14310º.
Este asteroide foi descoberto no dia 5 de junho de 2000 por LINEAR em Socorro.